# Phrynarachne tuberosa
Phrynarachne tuberosa är en spindelart som först beskrevs av John Blackwall 1864.  Phrynarachne tuberosa ingår i släktet Phrynarachne och familjen krabbspindlar. Inga underarter finns listade i Catalogue of Life.